# Rogetův tezaurus
Rogetův tezaurus (Roget's Thesaurus) je široce užívaný tezaurus anglického jazyka, vytvořený poprvé Peterem Markem Rogetem v roce 1805 a vydaný 29. dubna 1852. Původní vydání má 15 000 slov - každé nové vydání je o něco rozsáhlejší. Původní rukopis má ve svých sbírkách knihovna Karpeles Manuscript Library (Karpelesova knihovna rukopisů).
Jméno Roget není ochrannou známkou, jméno Roget v názvu tezauru proto nemusí naznačovat žádný vztah k původnímu Rogetově tezauru. Podobně jako jméno Webster pro slovníky může být proto jméno Roget použito obecně v označení anglických tezaurů. Vydavatelé se v důsledku toho někdy pokouší zvýšit prodej svých slovníků synonym a vkládají do jejich názvů jméno Roget.
Sám Roget popsal svoji práci v předmluvě k prvnímu vydání:
| „ | Téměř padesát let uplynulo od doby, kdy jsem poprvé naplánoval systém klasifikace slov podobný tomu, který nyní přináším ve své práci. Chápaje, že například kompilace může pomoci doplnit mé nedostatky, dokončil jsem v roce 1805 svůj roztříděný soupis slov v menší míře, avšak na totožném principu a téměř v totožné formě, jako nyní publikovaný Tezaurus. | “ |

Rogetův Tezaurus se skládá z šesti prvotních tříd (class). Každá třída se skládá z mnoha oddílů (division) a ty zase z částí (section). To je možno chápat jako strom, zahrnující více než tisíc větví (branch) pro jednotlivé „významové skupiny“ (meaning clusters), tedy skupiny slov dle jejich významu či tématu. Jeden z nejobecnějších pojmů významové skupiny je znázorněn jako klíčové slovo v záhlaví, pod nímž jsou ve slovníku řazena všechna slova skupiny.
Na Rogetův Tezaurus je možno nahlížet jako na klasifikační systém, jak je načrtnut v americkém vydání z roku 1911.
Rogetovo schéma tříd a podtříd je založeno na filozofickém díle Leibnize (pojem symbolické myšlenky u Leibnize), následuje dlouhou tradici gnozeologické práce počínaje Aristotelem. Některé Aristotelovy kategorie jsou také zařazeny do Rogetovy práce.